# Haplographie
Haplographie (von altgriechisch ἁπλοῦς haploús „einfach“ und -graphie) ist ein Begriff aus der Sprachwissenschaft oder Textkritik, der bei der Textwiedergabe die fehlerhafte Auslassung bezeichnet, die durch einen von zwei gleich geschriebenen Buchstaben, Lauten, Wortteilen oder Wörtern in einem Abschnitt bedingt wird.
Beispiele:
- „Wenn man etwas vergisst, dann vergisst man auch die Sorgfalt“ wird zu: „Wenn man etwas vergisst man auch die Sorgfalt“.
- Durch Auslassen eines n wird annus mundi zu anus mundi. Ob dies zuerst als versehentliche Fehlschreibung oder absichtlich geschah (als Wortspiel), ist nicht mehr zu klären.